# Длоухоњовице
Длоухоњовице (чеш. Dlouhoňovice) је насељено мјесто са административним статусом сеоске општине (чеш. obec) у округу Усти на Орлици, у Пардубичком крају, Чешка Република.

## Становништво
Према подацима о броју становника из 2014. године насеље је имало 790 становника.